# أحمد عز (رجل أعمال)
أحمد عبد العزيز عز (1959) رجل أعمال وسياسي مصري. كان يشغل منصب أمين التنظيم وعضو لجنة السياسات بالحزب الوطني الديمقراطي قبل أن يستقيل في 29 يناير 2011 أثناء اندلاع ثورة 25 يناير. وهو رئيس مجموعة شركات عز الصناعية وتعتبر شركاته أكبر منتج للحديد في الوطن العربي وفق آخر تقرير للاتحاد العربي للصلب، وتليها شركة سابك السعودية. في مطلع سبتمبر 2007 عقد قرانه على شاهيناز النجار عضو مجلس الشعب عن دائرة المنيل، حيث كان عضوا فيه منذ عام 2005. أثارت ثروته - كغيره من رجال النظام المصري السابق، جدلا واسعا في المجتمع المصري، حيث تعرض لكثير من الإتهامات بالفساد وتكوين ثروة طائلة ناهزت 18 مليار جنيه مصري.

## نشأته
ولد في 12 يناير 1959 والده هو اللواء متقاعد عبد العزيز عز، الذي اتجه بعد خروجه من الخدمة، للتجارة في الحديد من خلال دكان صغير في السبتية معقل تجارة الخردة في القاهرة، فقد تخرج من كلية الهندسة جامعة القاهرة في منتصف الثمانينيات وسافر للدراسة في ألمانيا عقب تخرجه، ولكنه سرعان ما عاد للقاهرة.
عرضت قناة العربية الإخبارية في 11 فبراير 2011 مقطع فيديو لأحمد عز وهو يعزف الدرامز بمهارة في ملهي ليلي بالقاهرة عندما كان شابا قبل دخوله مجال السياسة.
يظهر عز في الفيديو بجانب الفنان حسين الإمام الذي كون فرقة طيبة الموسيقية أثناء دراسته الجامعية وأنضم لها عز نفسه والملحن مودى الإمام.
كان عز دائم التغيب عن الفرقة لعدم ثقته في توفير مكسب مادي من جراء الموسيقى.

## حياته المهنية

### شركاته
أحمد عز يرأس مجموعة شركات عز الصناعية والتي تضم شركة عز الدخيلة للصلب بالإسكندرية والتي كانت تعرف سابقاً قبل شراء أحمد عز لها باسم شركة الإسكندرية الوطنية للحديد والصلب، وحديد عز بمدينة السادات، وعز لمسطحات الصلب بالسويس، ومصنع البركة بالعاشر من رمضان، وشركة عز للتجارة الخارجية بالإضافة إلى شركة سيراميك الجوهرة.
أنشأ في أواخر الثمانينيات من القرن الماضي مصانع العز للسيراميك والبورسلين المعروفة باسم «الجوهرة». ثم عدة مصانع لصناعة الصلب في العاشر من رمضان، ثم مدينة السادات، ثم مدينة السويس حتى دخوله كمستثمر رئيسي في شركة الإسكندرية الوطنية للحديد والصلب (الدخيلة) بالإسكندرية في عام 1999 (المعروفة الآن باسم شركة العز الدخيلة للصلب بالإسكندرية).
في 3 أبريل 2010 اعتبرت حركة مواطنون ضد الغلاء أن أحمد عز «عدو المستهلكين رقم واحد في مصر» لتلاعبه بالمستهلكين ومخالفته للقانون رقم 3 لسنة 2005 الخاص بحماية المنافسة ومنع الممارسات الاحتكارية - بحسب قولها. وحسب صحيفة «الأسبوع» المصرية (27 أكتوبر تشرين أول عام 2007)، فهو يحصل على صافي أرباح سنوية من تجارة الحديد يبلغ أكثر من 5.3 مليار جنيه سنوياً.

### التحقيق معه
في 29 يناير 2011 أي اليوم التالي ليوم جمعة الغضب المصري الموافق 28 يناير 2011، استقال من الأمانة العامة للحزب الوطني الديموقراطي الحاكم وقبلت استقالته فوراً بعد ضغط الشعب وثورته على الفساد في مصر، وقد هربت زوجته برفقة زوجة جمال مبارك إلى لندن في نفس اليوم. وهناك أخبار غير مؤكدة عن محاولاته للهرب خارج مصر.
و في 3 فبراير 2011 صدر أمر النائب العام في مصر بمنعه من السفر خارج البلاد وتجميد أرصدته ضمن قائمة طويلة تضم بعض الوزراء في الحكومة المقالة، وبعدها سجل حوار مع قناة العربية الإخبارية وضّح فيه الاتهامات التي كيلت له وأذاعته قناة العربية بعد إجراءه بخمس أيام يوم 14 فبراير 2011، وفي يوم 18 فبراير أصدر النائب العام عبد المجيد محمود قرار أعتقاله وعدد من الوزراء السابقين الذين تم تغييرهم بالتشكيل الوزاري الآخير «أحمد المغربي(وزير الإسكان)، زهير جرانة (وزير السياحة)، حبيب العادلي (وزير الداخلية)».
وقد قضت محكمة جنايات القاهرة يوم الخميس 15 سبتمبر 2011، برئاسة المستشار مصطفى حسن عبد الله، بمعاقبة كل من رجل الأعمال أحمد عز أمين تنظيم الحزب الوطني السابق وعمرو عسل رئيس هيئة التنمية الصناعية بالسجن المشدد 10 سنوات حضوريا، مع تغريمهم متضامين مبلغ 660 مليون جنيه، والسجن المشدد لمدة 15 سنة غيابا لرشيد محمد رشيد، وزير التجارة والصناعة الأسبق «هارب»، وتغريمه مبلغ مليار و414 مليون جنيه لإهدارهم 660 مليون جنيه من أموال الدولة.

## حياته الخاصة
في مطلع سبتمبر عام 2007 عقد المهندس أحمد عز قرانه على د. شاهيناز النجار عضو مجلس الشعب عن دائرة المنيل. وقدم عز شبكة عبارة عن خاتم من الألماس قيمته تبلغ نحو مليون جنيه، كما كتب مبلغاً مالياً ضخماً كمؤخر. وسرعان ما طلب عز من زوجته الرابعة تقديم استقالتها من مجلس الشعب مع بدء الدورة البرلمانية الجديدة، وهو ما تحقق بالفعل. تم عقد القران قبيل شهر رمضان، حيث تقدم عز لخطوبة د. شاهيناز النجار إلى خالتها وزوج خالتها؛ نظراً لوفاة والدها ووالدتها منذ فترة طويلة. وكانت د. شاهيناز قد حصلت على عضوية مجلس الشعب عن دائرة المنيل بعد معركة شرسة مع خصومها المنافسين في الدائرة، حيث اكتسبت بخدماتها شعبية كبيرة في هذه الدائرة. وقد طلب المهندس أحمد عز من زوجته د. شاهيناز النجار استمرار إقامتها في شقتها بعمارة الفورسيزون على النيل بالجيزة لحين الإعلان عن الزواج رسمياً عقب انتهاء أعمال المؤتمر العام التاسع للحزب الوطني الديمقراطي الذي بدأ أعماله في الثالث من نوفمبر 2007.

## الحكم عليه
في 6 مارس 2013 قضت محكمة جنايات الجيزة، بدار القضاء العالى، برئاسة المستشار المحمدى قنصوة، بالسجن 37 عاماً على رجل الأعمال أحمد عز، في قضية الاستيلاء على أسهم شركة الدخيلة لتصنيع الحديد، والمتهم فيها إبراهيم محمدين وزير الصناعة الأسبق، و5 من مسئولى شركة الدخيلة للحديد والصلب، لاتهامهم بالتربح والإضرار العمدى الجسيم بالمال العام بما قيمته أكثر من 5 مليارات جنيه.
خرج احمد عز يوم 7 أغسطس 2014 بكفاله مالية قدرها 250 مليون جنية عن الثلاث قضايا التي اتهم بها وبعد خروجة أعلن احمد عز الترشح للانتخابات البرلمانية لعام 2015 
تم التصالح وازاله اسمه من قوائم السفر 12 أغسطس 2018

## وصلات خارجية
- (مواطنون ضد الغلاء) تعتبر أحمد عز (عدو المستهلكين رقم واحد في مصر)، مصراوي، 3 أبريل 2010
- تفاصيل تكشف لأول مره عن الجدار الفولاذي، النهار الإخبارية، 25 يناير 2010
- مصطفي بكري يتقدم ببلاغ للنائب العام يتهم فيه «عز» بمخالفة قانون حماية المستهلك والتسبب في رفع سعر «الحديد»، المصري اليوم، 24 مايو 2008
- إمبراطورية أحمد عز - تقرير من موقع قناة الجزيرة عن تطور نشاط أحمد عز الأقتصادي. نُشر التقرير بعد أيام قليلة من استقالة عز من منصبه بالحزب الوطني.